# Challenge de France de baseball 2008
Navigation
Édition précédente Édition suivante
L’édition 2008 du Challenge de France de baseball se tient du 1er mai 2008 au 4 mai 2008 en deux phases : rencontres en poules avec deux groupes de quatre équipes, puis demi-finales et finale. Les rencontres se disputent principalement à Clermont-Ferrand avec trois matches de poules délocalisés à Saint-Just-Saint-Rambert.
Les Templiers de Sénart remportent le trophée en battant en finale les Lions de Savigny sur le score de 16 à 2. C'est leur premier titre dans cette compétition.
Ils se qualifient ainsi pour la Coupe d'Europe de baseball de la CEB 2009.
Comme en 2006 et 2007, les phases finales sont retransmises sur internet via le site Stadeo.tv.

## Équipes participantes
| Equipe   | Ville                  |
| -------- | ---------------------- |
| Huskies  | Rouen                  |
| Tigers   | Toulouse               |
| Hawks    | La Guerche de Bretagne |
| Arvernes | Clermont-Ferrand       |

| Equipe     | Ville            |
| ---------- | ---------------- |
| Lions      | Savigny-sur-Orge |
| Templiers  | Sénart           |
| Barracudas | Montpellier      |
| Paris UC   | Paris            |

## Phase de poule

### Poule A
| Date    | Heure | Lieu             | Recevant         | Visiteur         | Score   | Notes |
| ------- | ----- | ---------------- | ---------------- | ---------------- | ------- | ----- |
| 1er mai | 10h00 | Clermont-Ferrand | Toulouse         | Rouen            | 10 - 12 |       |
| 1er mai | 13h30 | Clermont-Ferrand | Montpellier      | Clermont-Ferrand | 5 - 4   |       |
| 1er mai | 17h00 | Clermont-Ferrand | Montpellier      | Toulouse         | 0 - 5   |       |
| 1er mai | 20h30 | Clermont-Ferrand | Rouen            | Clermont-Ferrand | 14 - 1  |       |
| 2 mai   | 13h00 | Saint-Just       | Rouen            | Montpellier      | 2 - 5   |       |
| 2 mai   | 17h00 | Clermont-Ferrand | Clermont-Ferrand | Toulouse         | 6 - 17  |       |

| Pl. | Équipe           | MJ | V | D | PM | PC | %    |
| --- | ---------------- | -- | - | - | -- | -- | ---- |
| 1   | Montpellier      | 3  | 2 | 1 | 10 | 11 | .667 |
| 2   | Toulouse         | 3  | 2 | 1 | 32 | 18 | .667 |
| 3   | Rouen            | 3  | 2 | 1 | 28 | 16 | .667 |
| 4   | Clermont-Ferrand | 3  | 0 | 3 | 11 | 36 | .000 |

J : rencontres jouées, V : victoires, D : défaites, PM : points marqués, PC : points concédés, % : pourcentage de victoire.

### Poule B
| Date    | Heure | Lieu             | Recevant   | Visiteur   | Score  | Notes |
| ------- | ----- | ---------------- | ---------- | ---------- | ------ | ----- |
| 1er mai | 11h00 | Saint-Just       | Savigny    | Paris UC   | 15 - 5 |       |
| 1er mai | 15h00 | Saint-Just       | La Guerche | Sénart     | 0 - 2  |       |
| 2 mai   | 10h00 | Clermont-Ferrand | La Guerche | Savigny    | 3 - 14 |       |
| 2 mai   | 13h30 | Clermont-Ferrand | Paris UC   | Sénart     | 4 - 25 |       |
| 2 mai   | 20h30 | Clermont-Ferrand | Sénart     | Savigny    | 19 - 9 |       |
| 3 mai   | 13h30 | Clermont-Ferrand | Paris UC   | La Guerche | 11 - 6 |       |

| Pl. | Équipe     | MJ | V | D | PM | PC | %     |
| --- | ---------- | -- | - | - | -- | -- | ----- |
| 1   | Sénart     | 3  | 3 | 0 | 46 | 13 | 1.000 |
| 2   | Savigny    | 3  | 2 | 1 | 38 | 27 | .667  |
| 3   | Paris UC   | 3  | 1 | 2 | 20 | 46 | .333  |
| 4   | La Guerche | 3  | 0 | 3 | 9  | 27 | .000  |

J : rencontres jouées, V : victoires, D : défaites, PM : points marqués, PC : points concédés, % : pourcentage de victoire.

## Phase finale
| Date  | Heure | Lieu             | Match         | Recevant | Visiteur    | Score | Notes |
| ----- | ----- | ---------------- | ------------- | -------- | ----------- | ----- | ----- |
| 3 mai | 17:00 | Clermont-Ferrand | 1/2 n°1       | Savigny  | Montpellier | 7-2   |       |
| 3 mai | 20:30 | Clermont-Ferrand | 1/2 n°2       | Sénart   | Toulouse    | 5-2   |       |
| 4 mai | 10:00 | Clermont-Ferrand | Petite finale | Toulouse | Montpellier |       |       |
| 4 mai | 14:00 | Clermont-Ferrand | Finale        | Sénart   | Savigny     | 16-2  |       |